# Grand Prix Formule 1 van Monaco 1950
De Grand Prix Formule 1 van Monaco 1950 werd gehouden op 21 mei in Monte Carlo op het circuit van Monaco. Het was de tweede race van het seizoen.

## Uitslag
| Pos. | Nr. | Coureur                   | Constructeur  | Rondes | Tijd / Oorzaak uitval | Grid | Punten |
| ---- | --- | ------------------------- | ------------- | ------ | --------------------- | ---- | ------ |
| 1    | 34  | Juan Manuel Fangio        | Alfa Romeo    | 100    | 3:13:18.7             | 1    | 9S     |
| 2    | 40  | Alberto Ascari            | Ferrari       | 99     | + 1 Ronde             | 7    | 6      |
| 3    | 48  | Louis Chiron              | Maserati      | 98     | + 2 Rondes            | 8    | 4      |
| 4    | 42  | Raymond Sommer            | Ferrari       | 97     | + 3 Rondes            | 9    | 3      |
| 5    | 50  | Prince Bira               | Maserati      | 95     | + 5 Rondes            | 15   | 2      |
| 6    | 26  | Bob Gerard                | ERA           | 94     | + 6 Rondes            | 16   |        |
| 7    | 6   | Johnny Claes              | Talbot        | 94     | + 6 Rondes            | 19   |        |
| NF   | 38  | Luigi Villoresi           | Ferrari       | 63     | Achteras              | 6    |        |
| NF   | 14  | Philippe Étancelin        | Talbot        | 38     | Olielek               | 4    |        |
| NF   | 2   | José Froilán González     | Maserati      | 1      | Ongeluk               | 3    |        |
| NF   | 32  | Nino Farina               | Alfa Romeo    | 0      | Ongeluk               | 2    |        |
| NF   | 36  | Luigi Fagioli             | Alfa Romeo    | 0      | Ongeluk               | 5    |        |
| NF   | 16  | Louis Rosier              | Talbot        | 0      | Ongeluk               | 10   |        |
| NF   | 10  | Robert Manzon             | Simca-Gordini | 0      | Ongeluk               | 11   |        |
| NF   | 52  | Toulo de Graffenried      | Maserati      | 0      | Ongeluk               | 12   |        |
| NF   | 12  | Maurice Trintignant       | Simca-Gordini | 0      | Ongeluk               | 13   |        |
| NF   | 24  | Cuth Harrison             | ERA           | 0      | Ongeluk               | 14   |        |
| NF   | 44  | Franco Rol                | Maserati      | 0      | Ongeluk               | 17   |        |
| NF   | 8   | Harry Schell              | Cooper-JAP    | 0      | Botsing               | 20   |        |
| NS   | 28  | Peter Whitehead (coureur) | Ferrari       |        | Motor                 | 21   |        |
| NS   | 4   | Alfredo Piàn              | Maserati      |        | Ongeluk               | 18   |        |

## Statistieken
| Pole-position | Juan Manuel Fangio | Alfa Romeo | 1:50.2 |
| Snelste ronde | Juan Manuel Fangio | Alfa Romeo | 1:51.0 |

## Noot
- Dit was het debuut voor de Argentijnse coureurs José Froilán González (toekomstig Grand-Prix winnaar) en Alfredo Piàn; de Italiaanse coureurs Luigi Villoresi, Alberto Ascari (toekomstig Grand Prix-winnaar en wereldkampioen) en Franco Rol, de Franse coureurs Raymond Sommer, Maurice Trintignant (toekomstig Grand Prix-winnaar), Robert Manzon,en de Amerikaanse coureur Harry Schell.
- Dit was tevens het debuut voor een coureur afkomstig uit de Verenigde Staten.
- Eerste pole position, snelste ronde, podiumplaats, hat-trick, Grand Slam en Grand Prix-winst voor Juan Manuel Fangio en voor een Argentijnse coureur.
- Eerste podiumplaats voor Alberto Ascari en Louis Chiron - de eerste podiumplaats voor een Monegaskische coureur.

1929 · 1930 · 1931 · 1932 · 1933 · 1934 · 1935 · 1936 · 1937 · 1948 · 1950 · 1955 · 1956 · 1957 · 1958 · 1959 · 1960 · 1961 · 1962 · 1963 · 1964 · 1965 · 1966 · 1967 · 1968 · 1969 · 1970 · 1971 · 1972 · 1973 · 1974 · 1975 · 1976 · 1977 · 1978 · 1979 · 1980 · 1981 · 1982 · 1983 · 1984 · 1985 · 1986 · 1987 · 1988 · 1989 · 1990 · 1991 · 1992 · 1993 · 1994 · 1995 · 1996 · 1997 · 1998 · 1999 · 2000 · 2001 · 2002 · 2003 · 2004 · 2005 · 2006 · 2007 · 2008 · 2009 · 2010 · 2011 · 2012 · 2013 · 2014 · 2015 · 2016 · 2017 · 2018 · 2019 · 2020 · 2021 · 2022 · 2023 · 2024 · 2025